# 1977 (album)
Az 1996-os 1977 az Ash első hivatalos nagylemeze. Nagy sikert ért el az Egyesült Királyságban és Írországban. A cím utalás annak a három eseménynek az évére, amely megformálta az együttest: az együttes két tagjának a születési éve, a Csillagok háborúja IV: Új remény megjelenésének éve, az első punkalbumok megjelenésének éve. Ezek közül a második a legfontosabb: az album egy TIE Fighter hangjaival kezdődik, és a Darkside Lightside dallal ér véget, mely egy Star Wars-utalás (Sötét oldal, fény oldal) és a film főtémájával ér véget.
A CD első 50 000 példánya a Jack Names the Planets eredeti verziójával és a b-oldalas Don't Know-val kezdődik. Minden lemez egy rejtett számmal, a Sick Party-val ér véget - nem zenei, az együttes tagjai öklendeznek rajta. Az album szerepel az 1001 lemez, amit hallanod kell, mielőtt meghalsz című könyvben.

## Az album dalai
|     | Cím                                                             | Szerző(k)         | Hossz |
| --- | --------------------------------------------------------------- | ----------------- | ----- |
| 1.  | Jack Names The Planets (rejtett szám, csak az eredeti kiadáson) |                   |       |
| 2.  | Don't know (rejtett szám, csak az eredeti kiadáson)             |                   |       |
| 3.  | Lose Control                                                    | Hamilton, Wheeler | 3:37  |
| 4.  | Goldfinger                                                      | Wheeler           | 4:31  |
| 5.  | Girl from Mars                                                  | Wheeler           | 3:30  |
| 6.  | I'd Give You Anything                                           | Wheeler           | 4:31  |
| 7.  | Gone the Dream                                                  | Wheeler           | 3:29  |
| 8.  | Kung Fu                                                         | Wheeler           | 2:17  |
| 9.  | Oh Yeah                                                         | Wheeler           | 4:45  |
| 10. | Let It Flow                                                     | Wheeler           | 4:42  |
| 11. | Innocent Smile                                                  | Hamilton          | 5:52  |
| 12. | Angel Interceptor                                               | McMurray, Wheeler | 4:04  |
| 13. | Lost in You                                                     | Wheeler           | 4:19  |
| 14. | Darkside Lightside                                              | Wheeler           | 16:49 |
| 15. | Sick Party (rejtett szám)                                       |                   |       |

## Közreműködők

### Ash
- Mark Hamilton – basszusgitár, borító
- Rick McMurray – dob
- Tim Wheeler – guitar, vocals, string arrangements

### További zenészek
- Lisa Moorish – vokál

### Produkció
- Ash – producer, fényképek
- Owen Morris – producer, vonósok hangszerelése
- Phil Thornalley – keverés
- Nick Ingman – vonósok hangszerelése
- Mark "Spike" Stent – keverés
- Brian Cannon – design, fényképek, borító
- Nick Brine – hangmérnökasszisztens, keverőasszisztens, stúdióasszisztens

## Fordítás
Ez a szócikk részben vagy egészben a 1977 (Ash album) című angol Wikipédia-szócikk ezen változatának fordításán alapul.  Az eredeti cikk szerkesztőit annak laptörténete sorolja fel. Ez a jelzés csupán a megfogalmazás eredetét és a szerzői jogokat jelzi, nem szolgál a cikkben szereplő információk forrásmegjelöléseként.